# Testépítők Nemzetközi Szövetsége
Az IFBB (International Federation of Bodybuilders) teljes nevén Testépítők Nemzetközi Szövetsége.

## Története
Az IFBB-t 1946-ban Ben Weider és fivére, Joe Weider, alapította annak érdekében, hogy megtörje az addig uralkodó Amateur Athletic Union (AAU) által képviselt irányt, mely az olimpiai sportágként megjelenő súlyemelés hátterébe szorította a testépítést.
Az első IFBB versenyt 1949-ben tartották, amelynek győztese Mr. IFBB, Alan Stephan.
Az IFBB a következő versenyeket jegyzi: Mr. Olympia, World Amateur Bodybuilding Championships és Ms. International.
A Mr. Olympia évente megrendezésre kerülő nemzetközi testépítő verseny, amelynek megnyerése a professzionális testépítő csúcsaként értékelhető. A versenyt Joe Weider annak érdekében hozta létre 1965-ben, hogy a Mr. Universe bajnokoknak további versenyzési lehetőséget biztosítson. A legtöbbször, nyolcszor, Lee Haney (1984–1991) tudta a címet elnyerni és később Ronnie Colemann is.
A World Amateur Bodybuilding Championships egy kizárólag férfiak számára nyitott testépítő verseny, amely 1959 óta kerül megrendezésre.
1980 óta kerül megrendezésre a Ms. Olympia professzionális testépítő verseny, amely kizárólag női versenyzők számára nyitott. 2000 óta egy időben tartják a Mr. Olympiá-val, az "Olympia Weekend" keretében. Ekkor vezették be a súlycsoportonkénti osztást is, 2005 óta azonban ismét nyitott a verseny. Minden idők legjobb versenyzője Iris Kyle, aki tízszer nyerte meg a versenyt.
1994-2003. között az IFBB Masters Olympia versenyeket is szervezett, amelyet Joe Weider 1994-ben alapított korábbi bajnokok számára. 2003 óta a verseny IFBB Masters Professional World Championships néven folytatódik.

## Viszonya a Nemzetközi Olimpiai Bizottsághoz
1969-ben az IFBB alapító tagja lett a Nemzetközi Olimpiai Bizottság (NOB) által is elismert IWGA-nak (International World Games Association).
Az IFBB támogatja a NOB és a WADA (World Anti-Doping Agency) doppingellenes útmutatásait.